# Folco Lulli
 (février 2018).
Si vous disposez d'ouvrages ou d'articles de référence ou si vous connaissez des sites web de qualité traitant du thème abordé ici, merci de compléter l'article en donnant les références utiles à sa vérifiabilité et en les liant à la section « Notes et références ».

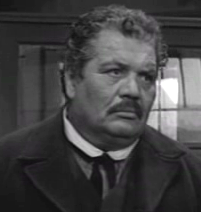
Folco Lulli dans Les Camarades en 1963.

Folco Lulli est un acteur italien né le 3 juillet 1912 à Florence et mort le 23 mai 1970 à Rome.

## Biographie
Folco Lulli est le fils du baryton Gino Lulli et frère du comédien Piero Lulli.
En 1935, il commanda un groupe d'Éthiopiens lors de la conquête de l'Abyssinie où il développe son idéologie anti-fasciste .
Ceci l'amena à partir du 8 septembre 1943, à aller à Coni où il rejoignit la résistance en s'engageant dans les rangs des Badogliani (it), militaires de l'armée italienne qui se constituaient en bandes organisées dans la guérilla contre les fascistes. On les surnommait « Bleus » car certains portaient un foulard bleu ciel taillé dans la soie des parachutes qui livraient le matériel. Faisant partie de la 1re brigade de la division du groupe alpin commandée par Mauri Enrico Martini de tendance monarchiste, il eut le commandement d'une unité volante dans le Val Maudagna et fut chef du personnel dans la vallée de Casotto ; il opéra dans les Langhe, à Murazzano, à Mombarcaro... Capturé par les Allemands, il fut déporté en Allemagne, mais il réussit à s'échapper. D'Union soviétique, il rentra en Italie après la guerre,.
Découvert en 1946 par Alberto Lattuada pour un rôle dans Le Bandit, (Il Bandito), il fut employé par le cinéma italien et par le cinéma français pour des seconds rôles à forte personnalité. Il est aussi connu pour avoir joué le rôle du fasciste en fuite dans le film Fuite en France en 1948. En vingt-quatre ans, il tourna plus de cent films et cette cadence élevée ne l'empêcha pas de trouver du temps pour aller pêcher le requin, habitude qu'il avait prise lors du tournage de Fortune carrée, sur les bords de la Mer Rouge, en 1954. Il est aussi un second rôle majeur, Luigi, dans Le Salaire de la peur, d'Henri-Georges Clouzot, aux côtés d'Yves Montand, Charles Vanel et Peter Van Eyck, film couronné du Grand Prix du Festival international du film (équivalent de la Palme d'or) en 1953.
En 1967, il écrivit l'histoire puis le scénario et mit en scène Les gens d'honneur (Gente d'onore) un film traitant de la mafia où il fit jouer son frère. D'ailleurs il joua avec lui dans au moins six autres films : L'Auberge tragique, Pezzo, capopezzo e capitano, Les loups dans l'abîme, Spade senza bandiera, Le Signe de Zorro et Eros e Thanatos.
Souffrant de diabète et de difficultés respiratoires, il meurt d'une embolie à l'âge de 57 ans le matin du 24 mai 1970 au  Policlinico Gemelli de Rome.
Il est enterré au Cimetière communal monumental de Campo Verano.

## Filmographie

### Acteur

#### Années 1940
- 1946 : Le Bandit (Il bandito) d'Alberto Lattuada : Andrea.
- 1946 : Armando le Mystérieux (La primula bianca) de Carlo Ludovico Bragaglia.
- 1947 : Comment j'ai perdu la guerre ou Sept Ans de malheur (Como persi la guerra) de Carlo Borghesio : sergent de l'armée américaine.
- 1947 : Chasse tragique (Caccia tragica) de Giuseppe De Santis : un facteur.
- 1947 : La Fille du capitaine (La figlia del capitano) de Mario Camerini : Zulai.
- 1947 : Le Crime de Giovanni Episcopo (Il delitto di Giovanni Episcopo) d'Alberto Lattuada : Carlini.
- 1947 : Le Passeur ou Brigand par amour (Il passatore) de Duilio Coletti : le voleur faisant de l'espionnage.
- 1948 : Le Carrefour des passions (Gli uomini sono nemici) d'Ettore Giannini.
- 1948 : Le Héros de la rue (L'eroe della strada) de Carlo Borghesio.
- 1948 : Le Pain des pauvres (Vertigine d'amore) de Luigi Capuano : Luca, version italienne et Romain Toucas dans la version française.
- 1948 : Sans pitié (Senza pietà) d'Alberto Lattuada : Giacomo.
- 1948 : Fuite en France (Fuga in Francia) de Mario Soldati : Ricardo Torre.
- 1948 : Le Diable blanc (Il diavolo bianco) de Nunzio Malasomma.
- 1949 : Totò cherche un appartement ou Toto cherche une maison (Toto cerca casa) de Stefano Vanzina Steno et Mario Monicelli : Turco.
- 1949 : Comment j'ai découvert l'Amérique (Come scopersi l'America) de Carlo Borghesio.
- 1949 : Au diable la célébrité (Al diavolo la celebrità) de Stefano Vanzina Steno et Mario Monicelli : Ramirez.

#### Années 1950
- 1950 : L'Épervier du Nil (Lo sparviero del Nilo) de Giacomo Gentilomo : Ibrahim.
- 1950 : Pâques sanglantes (Non c'è pace tra gli ulivi) de Giuseppe De Santis : Agostino Bonfiglio.
  - 1951 : Terre de violence (Amore e sangue) de Marino Girolami : Pietro.
  - 1951 : Terre de violence (Schatten über Neapel) ou (Camorra) de Hans Wolff : Pietro.
- "Il doit s'agir de deux versions du même film car seuls les réalisateurs sont différents".
- 1951 : La Cité des stupéfiants (Lebbra bianca) d'Enzo Trapani.
- 1951 : Lorenzaccio de Raffaello Pacini : Scoronconcalo.
- 1951 : Les Feux du music-hall (Luci del varietà) de Federico Fellini et Alberto Lattuada : Adelmo Conti.
- 1951 : Tragique sérénade (Serenata tragica) de Giuseppe Guarino : Don Vincenzo Matturini.
- 1951 : Le Fils de personne (I figli di nessuno) de Raffaello Matarazzo : Anselmo Vannini
- 1952 : Prigionieri delle tenebres d'Enrico Bomba : Amedeo Pisani.
- 1952 : Mère coupable (La colpa di una madre) de Carlo Duse : Enrico.
- 1952 : L'Île des passions (Menzogna) d'Ubaldo Maria Del Colle : Rocco.
- 1952 : Heureuse Époque (Altri tempi) d'Alessandro Blasetti : un paysan.
- 1953 : Nous les brutes (Noi cannibali) d'Antonio Leonviola
- 1953 : L'Auberge tragique (Riscatto) de Marino Girolami : Maremmano.
- 1953 : Infame accusa de Giuseppe Vari : Giovannino.
- 1953 : Jeunes Mariés de Gilles Grangier : l'aubergiste.
- 1953 : Le Salaire de la peur d'Henri-Georges Clouzot : Luigi.
- 1954 : L'Air de Paris (Aria de Parigi) de Marcel Carné : Angelo Posi.
- 1954 : La Fille de Palerme (La peccatrice dell'isola) de Sergio Corbucci et Sergio Grieco : Don Pietro Ingarsia.
- 1954 : Tonnerre sous l'Atlantique (La grande speranza) de Duilio Coletti : Mate Nostromo.
- 1954 : Non vogliamo morire  d'Oreste Palella : un charretier.
- 1954 : Une fille nommée Madeleine (Maddalena) d'Augusto Genina : le bouvier.
- 1954 : Le Comte de Monte-Cristo (Il tesoro di Montecristo) de Robert Vernay : Jacopo.
- 1954 : Meurtre dans les dunes (Acque amare) de Sergio Corbucci : le propriétaire de la discothèque.
- 1954 : Orient-Express de Carlo Ludovico Bragaglia : Filippo Dal Pozzo.
- 1954 : Le Carrousel fantastique (Carosello napoletano) d'Ettore Giannini : Don Raffaele.
- 1955 : Fortune carrée ou Chaitane, le diable du désert (Shaitan, il diavolo avventuroso) de Bernard Borderie : Hussein.
- 1955 : Londres appelle Pôle Nord (Londra chiama Polo Nord) de Duilio Coletti : King Kong Kaarden.
- 1955 : Todos somos necesarios de José Antonio Nieves Conde.
- 1955 : Étoile de Rio (Stern von Rio) de Kurt Neumann : Mario.
- 1956 : La Fille de la rizière (La risaia) de Raffaello Matarazzo : Pietro.
- 1956 : L'Homme et l'Enfant de Raoul André : Carlo Ferrelli.
- 1957 : Le ciel brûle (Il cielo brucia) de Giuseppe Masini : Tazzoli.
- 1957 : Io, Caterina d'Oreste Palella : Nobile Tolomei.
- 1957 : Œil pour œil (Occhio per occhio) d'André Cayatte : Bortak.
- 1958 : El Hereje de Francisco de Borja Moro.
- 1958 : Les Italiens sont fous (Gli italiani sono matti) de Duilio Coletti et Luis Maria Delgado : Don Bernardo.
- 1958 : Pezzo, capopezzo e capitano en Italie, Kannonen-serenade en Allemagne de Wolfgang Staudte : Sciacciabratta.
- 1958 : Polikouschka (Polikuschaka) de Carmine Gallone : Polikuschaka.
- 1958 : Délit de fuite (Sangue sull asfalto) de Bernard Borderie : Franco.
- 1959 : La Grande Guerre (La grande guerra) de Mario Monicelli : Bordin.
- 1959 : Les Loups dans l'abîme (Lupi nell'abisso) de Silvio Amadio : Nostromo.
- 1959 : Sous le signe de Rome (Nel segno di Roma) de Guido Brignone : Zemanzius, 1er ministre de Zénobie.
- 1959 : La Nuit des traqués de Bernard Roland : l'homme.

#### Années 1960
- 1960 : Spada senza bandiera de Carlo Veo : Diego di Pianora.
- 1960 : Marie des Isles de Georges Combret : capitaine Le Fort.
- 1960 : Les Régates de San Francisco de Claude Autant-Lara : Luigi.
- 1960 : Sous dix drapeaux (Sotto dieci bandiere) de Duilio Coletti : Paco.
- 1960 : La Reine des Amazones (La regina delle Amazzoni) de Vittorio Sala.
- 1960 : La Reine des barbares (La regina dei tartari) de Sergio Grieco : Igor.
- 1960 : Esther et le Roi (Esther and the king) de Raoul Walsh et Mario Bava : Tobiah.
- 1960 : Vacances en Argentine (Vacanze in Argentina) de Guido Leoni : Giovannino Fioravanti.
- 1961 : L'Épée de l'Islam (Wa Islamah), (La spada dell'Islam) d'Andrew Marton et Enrico Bomba : Aktai.
- 1961 : La Ruée des Vikings (Gli invasori) de Mario Bava : Harald, le roi viking.
- 1961 : L'Enlèvement des Sabines (Il ratto delle sabine) de Richard Pottier : le roi Titus.
- 1961 : La Fayette de Jean Dréville : le capitaine Borsalino.
- 1961 : Les Brigands (I masnadieri) de Mario Bonnard : Fra Silencio.
- 1961 : Les Tartares (I tartari) de Richard Thorpe et Ferdinando Baldi : Togrul.
- 1962 : Un alibi per morire de Roberto Bianchi Montero.
- 1962 : Dulcinée (Dulcinea) de Vicente Escrivá
- 1962 : La Dernière Attaque (La guerra continua) de Leopoldo Savona : Marzi.
- 1962 : La Vengeance du colosse (Marte, dio della guerra) de Marcello Baldi
- 1963 : Les Camarades (I compagni) de Mario Monicelli : Pautasso.
- 1963 : La Revanche de d'Artagnan (D'Artagnan contro i tre moschettieri) de Fulvio Tului : le cardinal Mazarin.
- 1963 : Le signe de Zorro (Il segno di Zorro) de Mario Caiano : José.
- 1963 : Dulcinée (Dulcinea) de Vicente Escrivá : Sancho Pança.
- 1963 : Le Jour le plus court (Il giorno più corto) de Sergio Corbucci : un officiel du théâtre.
- 1964 : Les Parias de la gloire d'Henri Decoin : Bloski.
- 1964 : Dernier avion pour Baalbek (FBI operazione Baalbeck) de Marcello Giannini : John Volpi.
- 1964 : Filles et garçons (Oltraggio al pudore) de Silvio Amadio : le père de Gabriel.
- 1965 : Humour noir (Humorismo in nero), segment 3 La Cornacchia de Giancarlo Zagni : le comte Ripoli.
- 1965 : La Fabuleuse Aventure de Marco Polo (Le meravigliose avventure di Marco Polo) de Noël Howard, Denys de La Patellière et Raoul Lévy : Spinello, marchand vénitien.
- 1965 : Testa di rapa de Giancarlo Zagni : Testa di rapa.
- 1966 : L'Armée Brancaleone (L'armata Brancaleone) de Mario Monicelli : Pecoro.
- 1966 : Opération Goldman (Operazione Goldman) d'Antonio Margheriti : Rethe.
- 1966 : Le Grand Restaurant de Jacques Besnard : le président Novalès.
- 1966 : Le Vicomte règle ses comptes de Maurice Cloche : Rico Baroni.
- 1966 : Der Mörder mit dem Seidenschal d'Adrian Hoven : le directeur Erwin Moll.
- 1967 : Les Gens d'honneur (Gente d'onore).
- 1968 : Il Circolo Pickwick à la télévision d'Ugo Gregoretti : le père de Sam.
- 1968 : Un colt et le diable (Anche nel west c'era una volta Dio) de Marino Girolami : le colonel Bob Ford.
- 1968 : Tire, Django, tire (Spara, gringo, spara) de Bruno Corbucci : Don Hernando Gutierrez.
- 1969 : Eros e thanatos de Marino Girolami : Aw Montani.
- 1969 : Baltagul (La mazza) de Mircea Mureşan.
- 1969 : Mercanti di vergini de Renato Dall'Ara.
- 1969 : Trois hommes sur un cheval de Marcel Moussy : Boss, le patron d'Eric.
- 1969 : Une veuve en or de Michel Audiard : le Sicilien, un tueur.

#### Années 1970
- 1970 : L'Âne de Zigliara ou Une drôle de bourrique de Jean Canolle.
- 1970 : Le prisonnier de Monaco de Jacques Audoir (diffusion posthume).
- 1971 : Tre nel mille ou Storie dell'anno mille à la télévision de Franco Indovina.

### Réalisateur
- 1967 : Les Gens d'honneur (Gente d'onore).

### Scénariste
- 1967 : Les Gens d'honneur (Gente d'onore).

## Distinction
- 1963 : Ruban d'argent du meilleur second rôle masculin décerné par le syndicat national italien des journalistes de cinéma pour le film Les Camarades (I compagni).